# Grupo Chaulinec
Il Grupo Chaulinec è un gruppo di tre isole del Cile che fanno parte dell'arcipelago di Chiloé e si trovano tra il golfo del Corcovado e il golfo di Ancud. Appartengono alla regione di Los Lagos e alla provincia di Chiloé; sono amministrate dal comune di Quinchao.

## Geografia
Il Grupo Chaulinec si trova a sud-est dell'isola Quinchao, tra le isole del Grupo Quehui e le Islas Desertores. Il canale di Apiao le divide da queste ultime. Il gruppo è composto da tre isole:
- Chaulinec, la maggiore del gruppo, ha una superficie di 27,3 km²[1] e contava 653 abitanti al censimento del 2002[1].
- Alao, ha una superficie di 8,8 km² e 462 abitanti.[1]
- Apiao, ha una superficie di 12,4 km²[1]. Contava 715 abitanti al censimento del 2002[1]. L'isola è dotata di un aeroporto.[2]